# 圣马丹-德拉布拉斯克
圣马丹-德拉布拉斯克（法語：Saint-Martin-de-la-Brasque，法語發音：[sɛ̃ maʁtɛ̃ də la bʁask]）是法国普罗旺斯-阿尔卑斯-蓝色海岸大区沃克吕兹省的一个市镇，位于该省东南部，属于阿普特区。该市镇2009年时的人口为840人。

## 人口
圣马丹-德拉布拉斯克人口变化图示
| 数据来源：INSEE |